# Detto Mariano
Detto Mariano (27 de julio de 1937-25 de marzo de 2020) fue un compositor, arreglista, letrista, pianista, productor discográfico y editor de música italiano.

## Biografía
Nacido como Mariano Detto en Monte Urano, Mariano comenzó su carrera en 1958, pero se lanzó al ingresar al "Clan Celentano" de Adriano Celentano, convirtiéndose en tecladista en su grupo acompañante "I Ribelli", letrista esporádico y arreglista oficial de todas las canciones de Clan entre 1962 y 1967. También colaboró con Lucio Battisti, Mina, Milva y Equipe 84. Tiempo después se centró en componer numerosas bandas sonoras de películas, especialmente películas de comedia. 

## Muerte
El 25 de marzo de 2020, Mariano murió de la enfermedad de COVID-19 causado por el virus SARS-CoV-2, a la edad de 82 años.